# Castelo de Avis
O Castelo de Avis localiza-se na vila, freguesia e município de Avis, no distrito de Portalegre, em Portugal.
A sua edificação prende-se à instalação da Ordem Militar de São Bento de Avis na região do Alentejo.
O que subsiste do Castelo de Avis está classificado como Monumento Nacional desde 1910.

## História

### Antecedentes
A primitiva ocupação humana da região remonta à pré-história, como se depreende da presença do conjunto megalítico existente na Herdade da Ordem de Avis.

### O castelo medieval
À época da Reconquista cristã da Península Ibérica, as terras da atual Avis foram doadas, em 1211, pelo rei D. Afonso II (1211-1223) à Milícia dos Freires de Évora (fundada em 1175), com a condição de as povoarem e de construírem um castelo para a defesa do lugar. As obras teriam lugar entre 1214 e 1223, atribuídas ao seu primeiro Grão-Mestre, D. Fernão Anes, tendo os freires transferido para aqui a sede da sua Ordem, posteriormente denominada como Ordem Militar de São Bento de Avis ou, simplesmente, Ordem de Avis. Ainda na primeira metade do século XIII foi erguido o primitivo edifício do Convento.
Seria, a partir da ascensão de D. João I, Mestre de Avis, ao trono, que o nome da vila ficou associado à História de Portugal, passando a Ordem para a dependência da Coroa.

### Do século XIX aos nossos dias

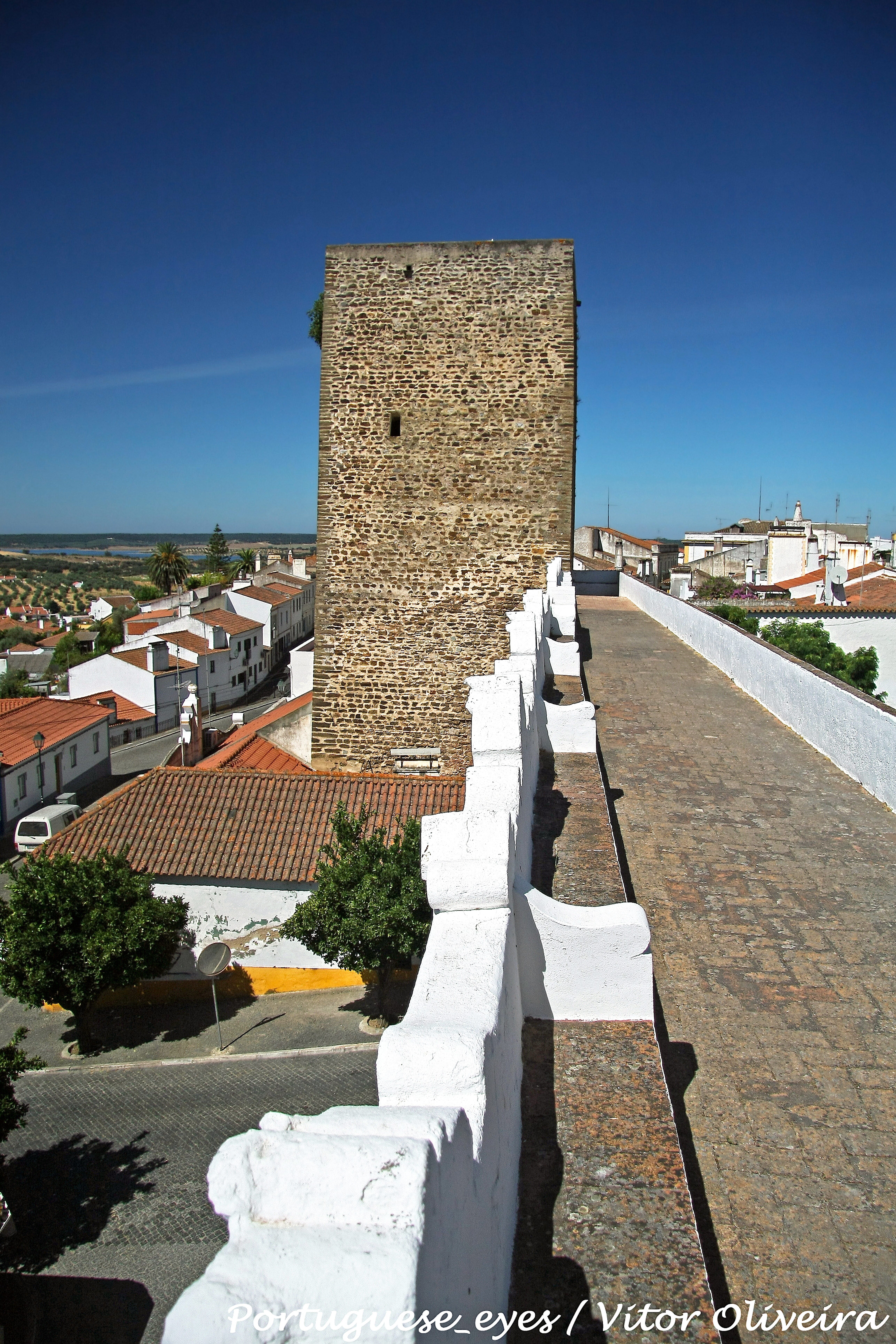
Torre da Rainha

Quando da extinção das ordens religiosas em Portugal (1834), a Ordem de Avis possuía em seus domínios 18 vilas, 49 comendas e 128 priorados. A partir de então esse património se desfez, tendo as dependências do Convento-sede em Avis sido vendidas a particulares. Na época, a Câmara Municipal adquiriu a residência dos mestres da Ordem, ali instalando os Paços do Concelho. Não foram encontradas informações sobre os destinos do castelo no período, que, se abandonado, deve ter mergulhado em ruínas.
Os remanescentes do castelo estão classificadas como Monumento Nacional por Decreto de 16 de Junho de 1910. Das seis torres originais das muralhas da vila, restam apenas três: a de São Roque, a de Santo António e a da Rainha.